# Bartol Kocuvan
Bartol (Jernej) Kocuvan (madžarsko Koczuván Bertalan) je slovenski učitelj in avtor, ki je deloval na Ogrskem, v današnjem Prekmurju. * 16. avgust 1828, Sveti Jurij ob Ščavnici; † 25. oktober 1889, Ižakovci.

## Življenje in delo
Rodil se je v Prlekiji kot enajsti otrok očeta Valenta in matere Marije (rojene Anžel).
Svoje delo je začel kot pomožni učitelj pri Gabrielu Francu Postružniku v Ljutomeru. Kmalu se je spoznal  z beltinskim župnikom Markom Žižkom (Sisekijem), ki ga je povabil učiteljevat v enorazredno ižakovsko šolo. Žižek ga je namreč prepoznal kot domoljubnega Slovenca in je imel namen uresničevati združitev ogrskih Slovencev z drugimi Slovenci v avstrijskih deželah.
Kocuvan se je poročil v Ižakovcih s Karolino Hosko. V zakonu se jima je rodilo sedem otrok. Po Karolinini smrti se je spet oženil z Marijo Novak.
Kocuvan in Žižek sta si prizadevala za slovenščino v Ižakovcih in beltinski okolici. V šolo je Kocuvan uvedel osrednjo knjižno slovenščino in slovensko pisavo, da bi pripravil ogrske Slovence na združitev s štajerskimi Slovenci. Božidar Raič in nekateri drugi ter njihovi slovenski podporniki na Ogrskem so zaprosili cesarja, da odcepi Slovensko krajino (današnje Prekmurje in Porabje) k sosednji Štajerski.
Ker je ižakovska šola sčasoma postala premajhna, a niso imeli vaščani dovolj denarja, da bi jo razširili, zato so najeli poslopje posestnika Matjaža Sreša za štiri leta. Tukaj je učil Kocuvan otroke Ižakovcev, Melincev in Dokležovja od 1886 do svoje smrti.
Kocuvan je v šolskem letu 1879/1880 začel pisati domoznanski učbenik, ki je ostal v rokopisu. Njegovo delo nosi naslov Domovina, ország (deržáva), pravice i dúžnosti purgarov in bi bilo pripomoček pri pouku zgodovine. Knjiga je napisana večinoma v prekmurščini, vendar uporabi slovensko pisavo in se pojavijo elementi osrednje slovenščine.
Kocuvanov učbenik bi bil prva prekmurska knjiga o domoznanstvu, toda verjetno zaradi madžarizacije Kocuvan je ni smel izdati v tisku.